# Federación de Radioaficionados de Cuba
Die Federación de Radioaficionados de Cuba (kurz FRC; gelegentlich auch FRCUBA; deutsch Kubanischer Amateurfunkverband; wörtlich „Föderation der Funkamateure Kubas“) ist der nationale Verband der Funkamateure auf Kuba.

## Geschichte
Die FRC wurde am 15. Juli 1966 in der kubanischen Hauptstadt Havanna gegründet. Ihr Zweck ist die Stärkung der sozialen Gemeinschaft der Funkamateure und die Förderung der Funktechnik. Dabei geht es um wissenschaftlich-technische Forschung, Verbesserung der Technik, Unterstützung für Gemeinschaftsaufgaben, internationale Solidarität, Erholung und Freude am Hobby, aber nicht um Eigennutz oder Kommerz.
Das Logo der FRC stellt das Schaltsymbol eines  Transistors dar, das mit den Farben der kubanischen Flagge hinterlegt ist und die Buchstaben FRC zeigt.
Neben dem Hauptsitz in Havanna, gibt es Zweigniederlassungen der FRC in den einzelnen Provinzen des Landes sowie dem Sonderverwaltungsgebiet Isla de la Juventud.
Die FRC ist Mitglied der International Amateur Radio Union (IARU Region 2), der internationalen Vereinigung von Amateurfunkverbänden, und vertritt dort die Interessen der kubanischen Funkamateure.